# Реакция Штреккера

Общая схема протекания реакции при использовании альдегида в качестве реагента

Реакция Штреккера (синтез Штреккера) — метод получения аминокислот из альдегидов и кетонов действием смеси аммиака и синильной кислоты с последующим гидролизом образующихся аминонитрилов. Данный способ был впервые предложен А. Штреккером в 1850 году. В 1906 году его усовершенствовали Н. Д. Зелинский и Г. Л. Стадников, начав использовать в качестве реагента смесь цианида калия и хлорида аммония, которые при нагревании образуют необходимые аммиак и цианистоводородную кислоту. Реакция Штреккера активно используется для промышленного синтеза метионина из метантиола и акролеина.

## Механизм реакции
В начале реакции карбонильный атом углерода подвергается нуклеофильной атаке со стороны молекулы аммиака. В результате данной атаки образуется неустойчивое соединение, содержащее протонированную гидроксильную группу. Оно отщепляет молекулу воды, переходя в ион иминия. В свою очередь ион иминия подвергается атаке со стороны цианид-иона, в результате чего образуется аминонитрил.
В соляной кислоте аминонитрил вступает в реакцию гидролиза. Молекула воды атакует тройную связь углерод-азот с образованием неустойчивого спирта, который в результате таутомерного сдвига преобразуется в амид. В свою очередь он подвергается атаке молекулы воды, образуя диол. После этого аминогруппа протонируется, образуя ион, который в результате перегруппировки отщепляет молекулу аммиака вместе с протоном водорода, образуя аминокислоту, как конечный продукт реакции.

## Условия проведения
Получение аминонитрила обычно ведут при умеренной температуре (20-50 °C). В качестве растворителя используют диэтиловый эфир или бензол в случае использования синильной кислоты или триметилсилилцианида и воду, если в качестве реагента используются другие цианиды, в том числе цианиды щелочных металлов. Гидролиз аминонитрила проводят в соляной кислоте при нагревании.
При соблюдении данных условий проведения выход достигает 70-80 %. Основные побочные продукты при этом — олигомеры различного состава.

## Модификации

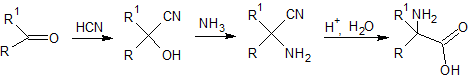
Схема модификации Тимана

- Схема модификации ТиманаМодификация Тимана. Она подразумевает превращение карбонильного соединения на первой стадии реакции в циангидрин под действием синильной кислоты. Затем гидроксильная группа подвергается атаке аммиака с образованием амина. Завершающим этапом является гидролиз цианидной группы с получением аминокислоты. Используемые реагенты вводятся в реакционную смесь последовательно[4].
- Реакция Зелинского-Стадникова. Она подразумевает замену опасной и летучей синильной кислоты на цианид щелочного металла, обычно калия или натрия, а также замену аммиака на хлорид аммония. Данные реагенты при нагревании в реакционной смеси образуют необходимые для протекания реакции вещества[5]:

{\displaystyle {\ce {NH4Cl + KCN <=> NH4CN + KCl}}}
{\displaystyle {\ce {NH4CN <=> NH3 + HCN}}}
- Также вместо синильной кислоты предлагается использовать триметилсилилцианид в присутствии катализаторов (хлорид алюминия, иодид цинка и др.). Отдельного названия данный метод не получил, однако он нередко используется на практике[4].